# Рибас-ду-Риу-Парду
Рибас-ду-Риу-Парду (порт. Ribas do Rio Pardo) — муниципалитет в Бразилии, входит в штат Мату-Гросу-ду-Сул. Составная часть мезорегиона Восток штата Мату-Гроссу-ду-Сул. Входит в экономико-статистический микрорегион Трес-Лагоас. Население составляет 19 159 человек на 2006 год. Занимает площадь 17 308,718 км². Плотность населения — 1,1 чел./км².
Праздник города — 19 марта.

## История
Город основан 19 марта 1944 года.

## Статистика
- Валовой внутренний продукт на 2003 год составляет 368 099 933,00 реалов (данные: Бразильский институт географии и статистики).
- Валовой внутренний продукт на душу населения на 2003 год составляет 20 403,52 реала (данные: Бразильский институт географии и статистики).
- Индекс развития человеческого потенциала на 2000 год составляет 0,734 (данные: Программа развития ООН).

## География
Климат местности: тропический.